# Рустепеси

Рустепеси (азерб. Rustəpəsi) — поселение, относящееся к эпохе энеолита, расположенная к северо-востоку от села Ениабад Шамкирского района Азербайджана.
Поселение в плане овальной формы, диаметром 70 м, высотой 4 м. Толщина культурного слоя, как показывают археологические раскопки, достигает 1,4 м, и датируется энеолитом.
В результате раскопок были найдены зернотёрки, обсидиановые пластинки, отшлифованный тесловидный каменный инструмент, изделия из оленьего рога, костяные шила, фрагменты керамической посуды. На одном из керамических изделий имеется орнамент, который был нанесён гребешковым инструментом.